# Herkules (1983)
Herkules (Originaltitel: Hercules) ist ein in Italien produzierter mythologischer Film aus dem Jahr 1983. Regisseur Luigi Cozzi erhielt für seinen kostengünstig produzierten Film vernichtende Kritiken.

## Handlung
Herkules’ Pflegeeltern werden ermordet, er selbst macht sich auf den Weg nach Troja. Dort verliebt er sich in Cassiopeia. Da Göttervater Zeus sie König Minos versprochen hat, ist er erzürnt und verhindert die traute Zweisamkeit dadurch, dass er Herkules aufs Meer schleudert. Dieser muss sich daraufhin mit der Zauberin Circe, einer Hydra und der Unterwelt auseinandersetzen, bevor er schließlich nach Kreta gelangt. Dort stellt er Minos, der, wie er herausgefunden hat, auch für den Tod seiner Eltern verantwortlich ist, zum Duell und kann nach dessen erfolgreichem Ausgang Cassiopeia mit Hilfe eines Zauberschwertes aus den Klauen des Phönix retten. Schließlich brennt ganz Kreta.

## Kritik
„Wenn man’s nicht auf der Leinwand sähe, man würde diesen idiotischen Mythen-Eintopf mit seinem rosa blubbernden Wackelpudding (alias Phönix) und den diversen Stahlmonstern aus dem Märklin-Baukasten nicht für möglich halten.“

„Einen Einblick in die Vorlagentreue dieses Films kann man vielleicht aus der Tatsache gewinnen, dass er Dädalus als märchenhaften Kobold und Atlantis als einen anderen Planeten präsentiert…“

„‚Hulk‘ Lou Ferrigno schreitet in Sandalen zur heldenhaften Rettung einer schönen Königstochter. […] Miese Papp-Kulissen.“

„Eine einfältige Neubelebung der Heldenfigur der griechischen Mythologie im Gefolge von ‚Conan, der Barbar‘, angereichert durch einige matte Effekte der Fantasy-Welle.“

Am 20. April 2018 wurde der Film im Rahmen der Tele-5-Reihe Die schlechtesten Filme aller Zeiten gezeigt.
Die Kritik von TV Spielfilm lautet: „Mythenmurks“, in dem in einer mittlerweile „legendären Szene“ in einer Montage aus Tierfilmbildern und Aufnahmen des mit einem Bettvorleger raufenden Lou Ferrigno Herkules’ der Kampf mit einem Bären dargestellt wird. Dabei wirbelt der Halbgott Meister Petz ins All, wo er mit viel „Ping! Pang!“ zum Sternbild Großer Bär wird… „Fazit: Fröhlich-doofer Antikschund mit Hulkules“.

## Hintergrund
- Es gab eine Fortsetzung, die allerdings zu großen Teilen aus Restbeständen bzw. parallel (back-to-back) gefertigt wurde: Die Abenteuer des Herkules 2. Teil, veröffentlicht im Jahr 1985.[5]
- Der Film war 1984 für fünf Goldene Himbeeren nominiert (schlechtestes Drehbuch, schlechtester Darsteller, schlechtester Film, schlechtester Newcomer, schlechteste Nebendarstellerin) und gewann in zwei Kategorien: Sybil Danning wurde als schlechteste Nebendarstellerin und Lou Ferrigno als schlechtester Newcomer ausgezeichnet.[6]
- Die bundesdeutsche Premiere erfolgte am 12. August 1983.[3]